# Campiglossa intermedia
Campiglossa intermedia
 es una especie de insecto díptero que Zia describió científicamente por primera vez en el año 1937.
Esta especie pertenece al género Campiglossa de la familia Tephritidae.